# Белевич, Александр Михайлович
Александр Михайлович Белевич (род. 5 января 1958) — российский военачальник, командующий 16-й воздушной армией, Заслуженный военный лётчик Российской Федерации, генерал-лейтенант.

## Биография
Александр Михайлович Белевич родился 5 января 1958 г. в станице Ирклиевская Выселковского района Краснодарского края. Окончил Ейское высшее военное авиационное училище летчиков в 1979 году, Военно-политическую академию имени В. И. Ленина в 1990 году (с отличием), Военную академию Генерального штаба ВС РФ в 2004 году (с отличием). Российскую академию народного хозяйства и государственной службы при Президенте Российской Федерации в 2013 году (с отличием).
Прошел все летные и штабные должности полкового, дивизионного и армейского звена. До марта 2007 г. занимал должность начальника штаба — первого заместителя командующего 11-й армией ВВС и ПВО. Командующий 16-й воздушной армией ВВС России с 20 марта 2007 г.
Освоил более 10 типов самолетов, общий налет более 2000 часов. Имеет классную квалификацию «Военный лётчик-снайпер». За особые заслуги в освоении авиационной техники, высокие показатели в воспитании и обучении лётных кадров и многолетнюю безаварийную лётную работу в военной авиации удостоен почетного звания «Заслуженный военный лётчик Российской Федерации» в 2006 году.
В отставке с 2014 года. Работал в должности генерального директора ООО УК «Авиасервис» (международный аэропорт Воронеж (Чертовицкое). С 2022 года Генеральный директор ООО Международный Торговый Дом "Воронеж"
Женат, имеет двоих детей.

## Награды
Награждён орденом «За военные заслуги» и медалями.